# Calogero Ciancimino
Pour les articles homonymes, voir Ciancimino.
Calogero Ciancimino, né le 14 mars 1899 à  Sciacca et mort le 14 janvier 1936  à Milan, est un écrivain italien de la première moitié du XXe siècle, auteur de nombreux romans d'aventure et de science-fiction.

## Biographie
Calogero Ciancimino est né à Sciacca le 14 mars 1899. Après de études en sciences humaines, il s'embarque de Palerme pour l'Amérique du Sud.
Le bateau fait naufrage en vue de la côte guyanaise et il est sauvé avec d'autres membres de l'équipage. De retour chez lui, il se consacre avec des études maritimes et obtient le diplôme de Capitaine à 20 ans.
Actif comme écrivain entre 1932 et 1936, il publie une quinzaine de romans d'aventure, dont certains en collaboration  Luigi Motta, dont il est également le nègre. Son œuvre, tout en s'inspirant de la tradition salgarienne, est enrichie par ses propres expériences maritimes et orientée vers l'espionnage et la science-fiction. Calogero Ciancimino est considéré comme l'un des précurseurs des deux genres en Italie.
Ciancimino a également écrit trois essais de portée maritime. 
Il disparaît prématurément en raison de la maladie le 14 janvier 1936 à Milan à l'âge de 36 ans.

## Œuvres
- Il prosciugamento del Mediterraneo, 1931 (avec Luigi Motta)
- La nave senza nome, 1931 (avec Luigi Motta)
- Il nemico di Buffalo Bill, 1934 (avec Luigi Motta)
- Il figlio di Buffalo Bill - Racconti e avventure delle praterie, 1934 (avec Luigi Motta)
- Nelle praterie col figlio di Buffalo Bill, 1935
- Il mistero della Sfinge Gialla, 1935; Sciacca, Aulino Editore, 2017,  (ISBN 978-88-86911-68-9)
- Le bare di granito, 1935
- [Il corsaro dell'aria, 1935
- Negli abissi! Per sempre..., Milan, Edizioni Illustrate «Le Grandi Avventure», 1935 (in 12 épisodes; avec Luigi Motta)
- Come si fermò la Terra, Milan, Edizioni «Le Grandi Avventure», 1936
- Il figlio di Buffalo Bill , Aurora, Milan, 1934,
- Nelle praterie col figlio di Buffalo Bill, Edizioni Grandi Avventure, Milan, 1935
- Ultime avventure del figlio di Buffalo Bill, E.G.A., 1936.
- Bandito del Rio delle Amazzoni,
- Il budda di smeraldo, E.G.A., 1935.

### Essais
- I sommergibili nella guerra mondiale, Milan, Edizioni «Le Grandi Avventure», 1935
- Corazzate: le più grandi battaglie navali, 1914-1918, Milan, Edizioni «Le Grandi Avventure», 1936
- Incrociatori corsari, Milan, S.A.C.S.E., 1936